# Veniamin Vasiljevič Lukanin
Svatý Veniamin Vasiljevič Lukanin; * 20. března 1875, Jasyl – 21. prosince 1918, Čjornoje) byl ruský duchovní Ruské pravoslavné církve, jerej a mučedník.

## Život
Narodil se 20. března 1875 ve vesnici Krasnyj Permské gubernie jako syn kněze Vasila Jefimoviče Lukanina a Jevgenie Vasiljevny roz. Pěrvušinové.
Studoval na Permském duchovním učilišti. Roku 1891 se stal psalomščikem chrámu Svaté Trojice v Polazninských závodech. Od roku 1893 mohl nosit stichar. Následující rok se stal učitelem Usť-Polazninské školy a roku 1899 byl převeden do Filatovského chrámu ve vesnici Bašilovskoje Kungurského ujezdu. Roku 1902 začal sloužit v chrámu Nanebevstoupení Páně ve vesnici Ustinovo Osinského ujezdu a jako učitel zpěvu v ustinovských učilištích a Taškovské škole.
Působil v chrámu Zesnutí přesvaté Bohorodice v Ochansku a 21. října 1902 byl rukopoložen na diákona tohoto chrámu. O rok později se stal učitelem zpěvu na Ochanském ženském gymnáziu a roku 1906 učitelem Zákona Božího (katechismus) Potašinského zemského učiliště.
Dne 22. října 1907 byl rukopoložen na jereje chrámu Pokrova přesvaté Bohorodice ve vesnici Jasyl a zároveň vyučoval na Ključikovské církevní škole a Meževské církevní škole. Roku 1909 byl převeden do chrámu Kazaňské ikony Matky Boží ve vesnici Meževka.
Od roku 1912 působil v chrámu svatého proroka Eliáše vesnice Bedrjaž Osinského ujezdu a od roku 1916 v chrámu Kazaňské ikony Matky Boží vesnice Novo-Painskoje Ochanského ujezdu. Následující rok se stal představeným tohoto chrámu.
Dne 21. prosince 1918 byl na železniční stanici Šabunici vesnice Čjornoje po krutém mučení zastřelen bolševiky.

## Kanonizace
Dne 20. srpna 2000 ho Ruská pravoslavná církev svatořečila jako mučedníka a byl zařazen mezi Sbor všech novomučedníků a vyznavačů ruských.
Jeho svátek je připomínán 20. června (7. června – juliánský kalendář).